# Мелочи жизни (фильм, 1970)
«Мелочи жизни» (фр. Les choses de la vie) — кинофильм режиссёра Клода Соте, снятый в 1970 году по одноимённому роману Поля Гимара.

## Сюжет
В начале фильма мы оказываемся на месте происшествия: мужчина разбился на автомобиле и находится в тяжёлом состоянии. В дальнейшем мы узнаём о событиях, предшествовавших этому несчастному случаю, о личных проблемах героя, его взаимоотношениях с бывшей женой и нынешней подругой.

## В ролях
- Мишель Пикколи — Пьер Берар
- Роми Шнайдер — Элен
- Леа Массари — Катрин Берар
- Жан Буиз — Франсуа
- Жерар Лартиго — Бертран Берар
- Боби Лапуант
- Эрве Санд
- Жак Ришар

## Награды и номинации

### Награды
- 1969 — Приз Луи Деллюка
  - Приз Луи Деллюка — Клод Соте

### Номинации
- 1970 — Каннский кинофестиваль
  - «Золотая пальмовая ветвь» — Клод Соте